# 久々津
久々津（くぐつ）は、千葉県市原市の市津地区にある大字。郵便番号は290-0179。

## 概要
市原市北部の市津地区にある。同市辰巳台地区との境界付近にあたる。西部を村田川の支流が流れており、田園地帯が広がっている。東部の一部区域に集落が見られる。

## 地理
北は大厩、東と南は潤井戸、西は辰巳台東と接している。

## 世帯数と人口
2017年（平成29年）11月1日現在の世帯数と人口は以下の通りである。
| 町丁字 | 世帯数 | 人口  |
| ------ | ------ | ----- |
| 久々津 | 66世帯 | 157人 |

## 通学区域
市立小学校・市立中学校及び県立高等学校の通学区域は以下の通りである。
| 町丁字 | 番地 | 小学校             | 中学校             |
| ------ | ---- | ------------------ | ------------------ |
| 久々津 | 全域 | 市原市立湿津小学校 | 市原市立湿津中学校 |

## 施設
- 本照寺
- 本格インド料理カマル市原店

## 交通

### 鉄道
町丁字内に鉄道駅は存在しないが最寄駅は以下の通りである。
- 京成電鉄千原線 - ちはら台駅
- JR東日本内房線 - 八幡宿駅

### バス
運行会社は小湊鉄道塩田営業所と小湊鉄道長南営業所である。
- 五04系統 - 五井駅東口〜千葉労災病院〜ちはら台団地
- 五25系統 - 五井駅西口〜喜多
- 五31系統 - 五井駅東口〜千葉労災病院〜ちはら台駅
- 五32系統 - 千葉労災病院〜ちはら台駅
- 五33系統 - 千葉労災病院〜ちはら台駅〜ちはら台東交差点
- 八09系統 - 八幡宿駅東口〜帝京平成大学（主要路線）
- 喜06系統 - 辰巳台団地〜うるいど南〜喜多
- 茂22系統 - 千葉労災病院〜茂原駅南口
- 茂26系統 - 千葉労災病院〜茂原駅南口
- 茂60系統 - 千葉労災病院〜茂原駅南口

### 道路
1. 国道
  - なし
2. 県道
  - なし
3. 主な市道
  - 辰巳通り